# Vlaams Economisch Verbond
Het Vlaams Economisch Verbond (VEV) was een Belgische werkgeversorganisatie en lobbygroep die actief was in Vlaanderen. 

## Historiek
Het is opgericht op 11 april 1926 door onder meer Lieven Gevaert uit de restanten van het Vlaamsch Handelsverbond. De organisatie was opgericht als Vlaamse tegenhanger van het volgens hen té Franstalig gerichte Comité Central Industriel (Centraal Nijverheidscomité), dat later opging in het Verbond van Belgische Ondernemingen. De voornaamste doelstellingen van de organisatie waren de ontwikkeling van de Vlaamse economie en de vernederlandsing van Vlaanderen. Op 5 januari 2004 fuseerde het met de Vlaamse Kamers van Koophandel tot Voka.
Het was een belangrijke gesprekspartner van de Vlaamse regering, en zetelde ook in de Sociaal-Economische Raad van Vlaanderen.

## Structuur

### Bestuur
| Tijdspanne  | Voorzitter            |
| ----------- | --------------------- |
| 1926 - 1935 | Lieven Gevaert        |
| 1935 - 1941 | Baldewijn Steverlynck |
| 1941 - 1945 | Carlo Gevaert         |
| 1945 - 1952 | Pieter Delbaere       |
| 1952 - 1957 | Octaaf Engels         |
| 1957 - 1963 | Arthur Mulier         |
| 1963 - 1966 | Hendrik Cappuyns      |
| 1966 - 1969 | Pol Provost           |
| 1970 - 1976 | Vaast Leysen          |
| 1976 - 1981 | Bob Stouthuysen       |
| 1981 - 1985 | Marc Santens          |
| 1985 - 1989 | Walter Vanden Avenne  |
| 1989 - 1993 | Piet Van Waeyenberge  |
| 1993 - 1997 | Johan De Muynck       |
| 1997 - 2000 | Karel Vinck           |
| 2000 - 2003 | Jef Roos              |
| 2003        | Ludo Verhoeven        |

| Tijdspanne  | Gedelegeerd bestuurder |
| ----------- | ---------------------- |
| 1938 - 1943 | Edward Brieven         |
| 1943 - 1945 | Octaaf Engels          |
| ...         |                        |
| 1953 - 1963 | Eugeen Stappers        |
| 1963 - 1971 | Frans Wildiers         |
| 1971 - 1993 | René De Feyter         |
| 1993 - 2000 | Mieke Van De Wiele     |
| 2000 - 2003 | Philippe Muyters       |

KBO · UNIZO · VBO · Voka (VEV) · ETION · VKW Limburg · WKW